# Буматов, Турсун
Турсун Буматов — советский хозяйственный, государственный и политический деятель, колхозник колхоза «Ленинчи чарводар» Пахтакорского района Самаркандской области Узбекской ССР. Герой Социалистического Труда.

## Биография
Родился в 1925 (по другим данным – 1927) году в кишлаке Карнаб ныне Пахтачийского района Самаркандской области Республики Узбекистан в семье крестьянина. Узбек.
Получил начальное образование. С 1940 года начал трудовую деятельность В годы войны в 1941-1942 годах работал чабаном в колхозе. В 1942-1944 годах служил в Советской Армии. Участник Великой Отечественной войны.
С 1944 года – колхозник, а затем старший чабан колхоза «Ленинчи чарводар» Пахтакорского района Самаркандской (с декабря 1973 года – Джизакской) области Узбекской ССР (ныне – Республики Узбекистан). В 1956 году вступил в КПСС.
Указом Президиума Верховного Совета СССР от 11 января 1957 года за выдающиеся успехи, достигнутые в деле развития советского хлопководства, широкое применение достижений науки и передового опыта в возделывании хлопчатника и получение высоких и устойчивых урожае в хлопка-сырца Буматову Турсуну присвоено звание Героя Социалистического Труда с вручением ордена Ленина и золотой медали «Серп и Молот».
Депутат Верховного Совета СССР 5-го и 6-го созывов (1958-1966). Делегат XXI съезда КПСС (1959).
Жил в Пахтакорском районе Джизакской области (Узбекистан).

## Награды
- Золотая медаль «Серп и Молот» (11.01.1957)
- Орден Ленина (11.01.1957)
- Орден Отечественной войны II степени (11.03.1985)[2]

- Медаль «В ознаменование 100-летия со дня рождения Владимира Ильича Ленина» (6 апреля 1970)
- Медаль «За доблестный труд»
- Медаль «За победу над Германией в Великой Отечественной войне 1941—1945 гг.» (9 мая 1945[3])
- Юбилейная медаль «Двадцать лет Победы в Великой Отечественной войне 1941—1945 гг.» (7 мая 1965[4])
- Юбилейная медаль «Тридцать лет Победы в Великой Отечественной войне 1941—1945 гг.»[5]
- Медаль «Сорок лет Победы в Великой Отечественной войне 1941-1945 гг.»[6]

- Медаль «Ветеран труда»
- Медаль «30 лет Советской Армии и Флота»[7]
- Юбилейная медаль «40 лет Вооружённых Сил СССР»[8]
- Юбилейная медаль «50 лет Вооружённых Сил СССР» (26 декабря 1967[9])
- Юбилейная медаль «60 лет Вооружённых Сил СССР» (28 января 1978[10])
- Юбилейная медаль «70 лет Вооружённых Сил СССР» (28 января 1988[11])

- Знак МО СССР «25 лет Победы в Великой Отечественной войне» (24 апреля 1970)

## Память
- Его имя увековечено в Главном Храме Вооружённых сил России, и навсегда запечатлено на мемориале «Дорога памяти»